# Many Glaciers Pond
Many Glaciers Pond är en sjö i Antarktis. Den ligger i Östantarktis. Nya Zeeland gör anspråk på området. Many Glaciers Pond ligger 34 meter över havet.